# Chwalibóg Kazimierz Lwowicz
Chwalibóg Kazimierz Lwowicz herbu Kostrowiec – wojski wiłkomierski w latach 1640–1655.
20 października 1655 roku podpisał ugodę kiejdańską.